# 練業坤
練業坤（1827年—1863年），廣西人，1862年戰功封贈「梯王」，為「侍王」李世賢轄之大將，1860年攻安徵徵州（今歙县），占浙江严州（今梅城），封輪天義。1861年三月又随李世贤自婺源入江西，四月攻克景德镇，断曾国藩湘军粮道，五月占浙江江山。1863年回援天京，八月二十二日以天京东南要塞印子山失守，与李秀成等督大队过七桥瓮，反攻印子山，戰死。其墓碑现存南京市太平天国历史博物馆內。

## 生平
1862年10月9日 英國水師總兵丟樂德克、“常勝軍”副領隊法爾思德、“常捷軍”統帶勒伯勒東及提督陳世章、參將布興有等清美英聯軍攻擊奉化縣城，為梯王練業坤擊敗。 